# ISO 3166-2:SB
ISO 3166-2:SB is een ISO-standaard met betrekking tot de zogenaamde geocodes. Het is een subset van de ISO 3166-2 tabel, die specifiek betrekking heeft op de Salomonseilanden. 
De gegevens werden tot op 15 februari 2019 geüpdatet op het ISO Online Browsing Platform (OBP). Hier worden 9 provincies - province (en) / province (fr) – en 1 hoofdstadterritorium - capital territory (en) / territoire de la capitale (fr) - gedefinieerd.
Volgens de eerste set, ISO 3166-1, staat SB voor de Salomonseilanden, het tweede gedeelte is een tweeletterige code.

## Codes
| Code  | Naam                        | Categorie            |
| ----- | --------------------------- | -------------------- |
| SB-CT | Capital Territory (Honiara) | hoofdstadterritorium |
| SB-CE | Central                     | provincie            |
| SB-CH | Choiseul                    | provincie            |
| SB-GU | Guadalcanal                 | provincie            |
| SB-IS | Isabel                      | provincie            |
| SB-MK | Makira-Ulawa                | provincie            |
| SB-ML | Malaita                     | provincie            |
| SB-RB | Rennell and Bellona         | provincie            |
| SB-TE | Temotu                      | provincie            |
| SB-WE | Western                     | provincie            |